# Nemesia floribunda
Nemesia floribunda är en flenörtsväxtart som beskrevs av Johann Georg Christian Lehmann. Nemesia floribunda ingår i släktet nemesior, och familjen flenörtsväxter. Inga underarter finns listade i Catalogue of Life.